# Río Tundzha
El río Túndzha (en búlgaro: Тунджа; en turco: Tunca Nehri) es un corto río de Bulgaria y Turquía, el más importante afluente del río Maritsa, que desemboca en territorio turco cerca de Edirne.
Nace en la parte central de Stara Planina al norte de Kalofer, fluye hacia el este y gira en una curva cerrada hacia al sur antes de llegar a  Yambol, en cuya dirección discurre hasta alcanzar al  Maritsa. El tramo del Tundzha en territorio búlgaro mide 350 km. Tiene cerca de 50 afluentes, siendo los más importantes: el Mochuritsa, el Popovska y el Sinapovska.
Las principales ciudades ribereñas son Kalofer, Yambol y Elhovo.